# Le Magny (Vosges)
Le Magny is een plaats en voormalige gemeente in het Franse departement Vosges in de regio Grand Est en telt 47 inwoners (2009). De plaats maakt deel uit van het arrondissement Épinal.

## Geschiedenis
Le Magny was zelfstandig tot het op 1 januari 2013 was Le Magny werd opgenomen in de gemeente Fontenoy-le-Château.
De oppervlakte van de gemeente bedroeg 3,6 km², de bevolkingsdichtheid is dus 13,1 inwoners per km².
De onderstaande kaart toont de ligging van Le Magny (Vosges) met de belangrijkste infrastructuur en aangrenzende gemeenten.

## Demografie
Onderstaande figuur toont het verloop van het inwonertal (bron: INSEE-tellingen).